# Teofisto T. Guingona
Teofisto T. Guingona, Jr. (født 4. juli 1928 i San Juan i Rizal på Filippinerne) var Filippinernes vicepræsident fra 2001 til 2004, under første periode af Gloria Macapagal-Arroyos præsidentperiode.
Ved præsidentvalget i 2004 støttede han under stor kontrovers oppositionskandidaten Fernando Poe, Jr., som imidlertid tabte valget. 
1. ↑  Navnet er anført på engelsk og stammer fra Wikidata hvor navnet endnu ikke findes på dansk.
2. ↑  Navnet er anført på engelsk og stammer fra Wikidata hvor navnet endnu ikke findes på dansk.